# Otto Husted
Otto Husted (Helsingør, Danska, 10. listopada 1902. — Virum, Danska, 31. ožujka 1980.) je bivši danski hokejaš na travi. 
Mlađi je brat danskog hokejaškog reprezentativca Erika Husteda.
Na hokejaškom turniru na Olimpijskim igrama 1928. u Amsterdamu je igrao za Dansku. Odigrao je tri susreta. Igrao je na mjestu veznog igrača.
Danska je u ukupnom poredku dijelila 5. – 8. mjesto. U skupini je bila treća, a u odlučujućem susretu u zadnjem kolu u skupini koji je donosio susret za broncu je izgubila od Belgije s 0:1.

## Vanjske poveznice
- Profil na Sports Reference.com  Arhivirana inačica izvorne stranice od 19. svibnja 2011. (Wayback Machine)